# Xicoténcatl der Ältere

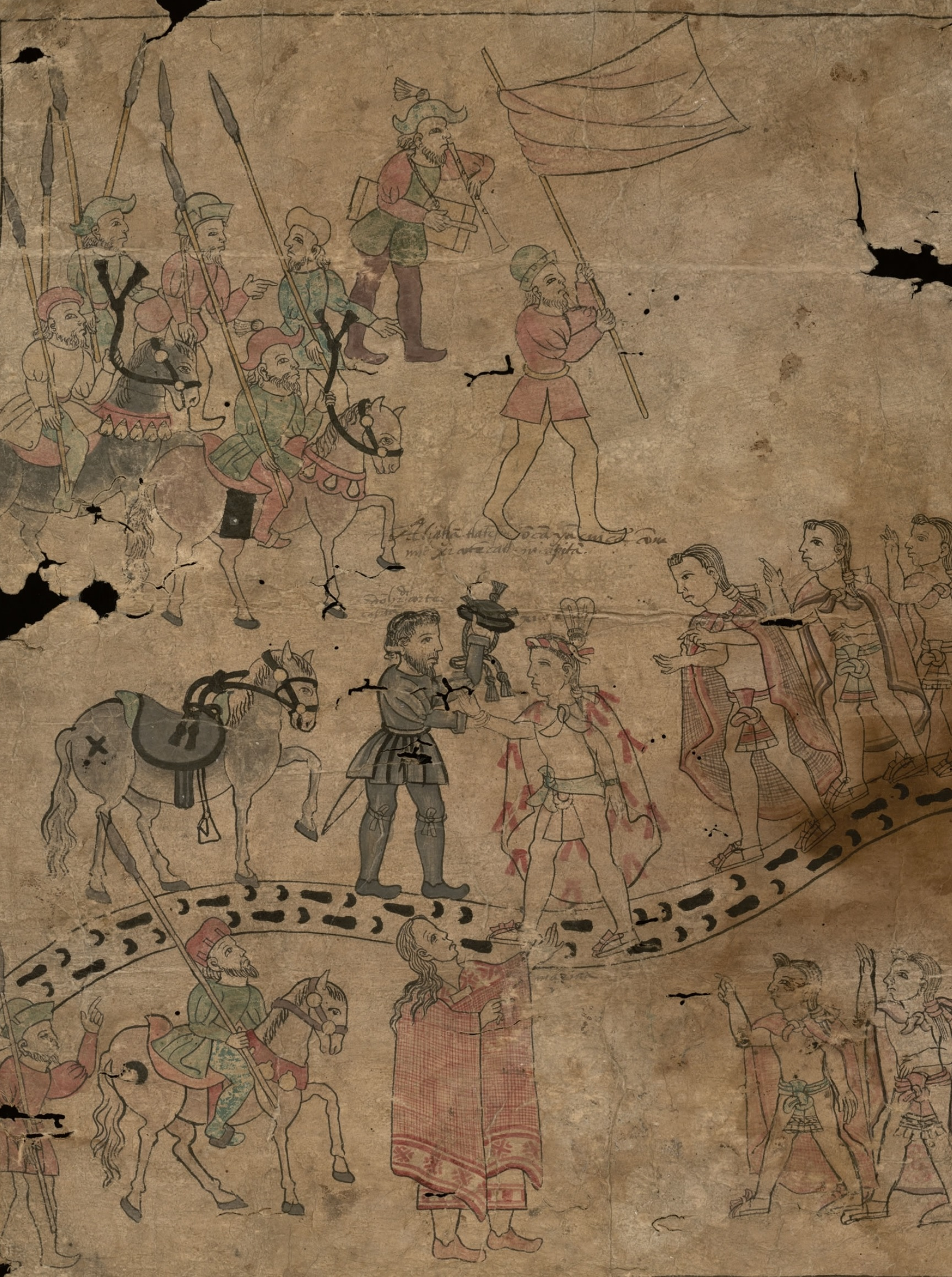
Xicoténcatl und Hernán Cortés, umringt von spanischen Soldaten und tlaxcaltekischen Kriegern (Bild aus der Lienzo de Tlaxcala, 16. Jahrhundert)

Xicoténcatl der Ältere († 1522; spanischer Taufname Don Lorenzo de Vargas) war zur Zeit der spanischen Eroberung Mexikos ein Kazike der Tlaxcalteken.

## Geschichte
Nach ihrer Ankunft in Mexiko im Jahr 1519 zogen die Spanier ins Landesinnere in Richtung der aztekischen Stadt Tenochtitlán. Dabei durchquerten sie das von den Tlaxcalteken kontrollierte Gebiet und wurden von diesen unter dem Kommando des Xicoténcatl und seines gleichnamigen Sohnes am 4. September angegriffen. Die Spanier boten sogleich Frieden an, weil sie ein Bündnis mit den Tlaxcalteken gegen die Azteken anstrebten. Doch die Tlaxcalteken griffen in den folgenden Tagen weiter hartnäckig an. Dabei brachten sie die Spanier in schwere Bedrängnis.
Schließlich, nachdem die Spanier ihr Friedensangebot mehrmals erneuert hatten, hörte Xicoténcatl ihre Gesandten in Tlaxcala an und akzeptierte das Angebot im Einvernehmen mit den übrigen Kaziken Tlaxcalas. Er befahl sogar, die Spanier mit allem was sie benötigten, zu versorgen. Sein Sohn dagegen weigerte sich strikt, den Kampf gegen die Spanier aufzugeben und zog sich mit einer Schar Krieger zurück, doch wurde er bald ebenfalls gezwungen, Frieden mit ihnen zu schließen. Zuletzt schlossen die Tlaxcalteken auf Betreiben des Vaters ein Bündnis mit dem Ziel, die Übermacht der Azteken zu brechen. Als Zeichen der Treue verheiratete er seine Tochter, die den Taufnamen „Luisa“ erhielt, mit dem spanischen Hauptmann Pedro de Alvarado, dem sie später einen Sohn und eine Tochter gebar.
In der Folgezeit ließ Xicoténcatl die Spanier immer wieder durch Krieger aus Tlaxcala unterstützen. Nachdem die Spanier nach Tenochtitlán weitergezogen waren und nach der Noche Triste im Juli 1520 von dort fliehen mussten, bot er ihnen erneut gegen den Widerstand seines Sohnes Unterschlupf und ermöglichte ihnen so eine Auffrischung ihrer Kräfte. Da Xicoténcatl der Jüngere immer noch starken Widerstand leistete und die Spanier offen bekämpfte, ließ Hernán Cortés ihn während des erneuten Feldzuges gegen die Azteken hinrichten, wobei laut Bernal Díaz del Castillo der Vater selbst Cortés dazu geraten haben soll.
Nach dem Fall Tenochtitláns ließ sich Xicoténcatl der Ältere taufen und nahm den spanischen Namen Don Lorenzo de Vargas an. Im Jahr 1522, gut ein Jahr nach der Eroberung des Aztekenreiches, starb er.